# Liste der Naturdenkmale in Messerich
Die Liste der Naturdenkmale in Messerich nennt die im Gemeindegebiet von Messerich ausgewiesenen Naturdenkmale (Stand 13. April 2024).

## Naturdenkmale
| Nr.         | Bezeichnung                             | Lage                                     | Beschreibung                                   | Bild                                    |
| ----------- | --------------------------------------- | ---------------------------------------- | ---------------------------------------------- | --------------------------------------- |
| ND-7232-401 | Stieleiche vor dem Haus Schröder-Dunkel | nördlich des Ortes; Flur Im Mayberg Lage | Quercus robur, vor 1750 gekeimt, ca. 28 m hoch | Direkt Bild zu diesem Denkmal hochladen |